# Бельфорте-алл-Ізауро
Бельфорте-алл-Ізауро (італ. Belforte all'Isauro) — муніципалітет в Італії, у регіоні Марке, провінція Пезаро і Урбіно.
Бельфорте-алл-Ізауро розташоване на відстані близько 210 км на північ від Рима, 95 км на захід від Анкони, 50 км на південний захід від Пезаро, 21 км на захід від Урбіно.
Населення — 765 осіб (2014).
Щорічний фестиваль відбувається 10 серпня. Покровитель — святий мученик Лаврентій.

## Демографія
Населення за роками:

Станом на 1 січня 2023 року в муніципалітеті офіційно проживало 108 іноземців з 15 країн, серед них 37 громадян країн Євросоюзу.

## Сусідні муніципалітети
- Карпенья
- П'яндімелето
- Сант-Анджело-ін-Вадо
- Сестіно